# Félix-Jules-Xavier Jourdan de la Passardière

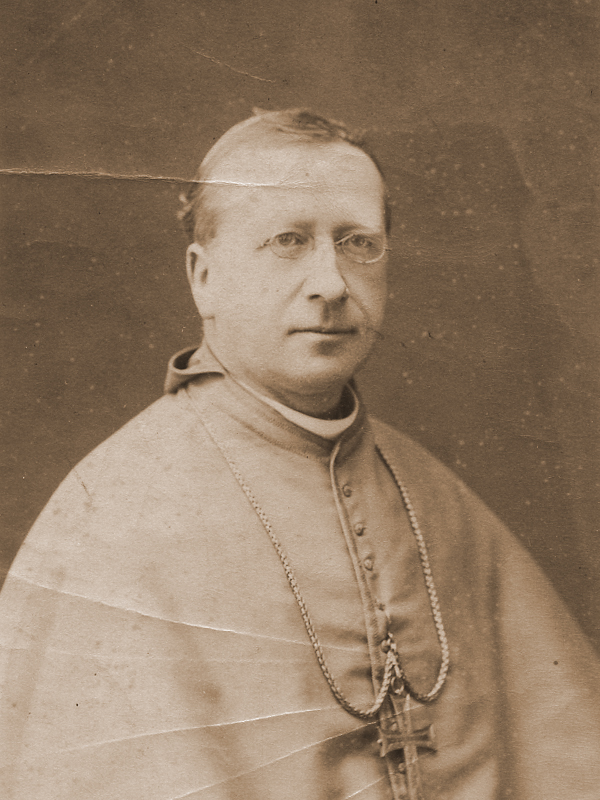
Weihbischof Félix-Jules-Xavier Jourdan de la Passardière CO

Félix-Jules-Xavier Jourdan de la Passardière CO (* 21. März 1841 in Granville, Département Manche; † 12. März 1913 ebenda) war ein französischer Ordensgeistlicher und römisch-katholischer Weihbischof.

## Leben
Félix-Jules-Xavier Jourdan de la Passardière trat 1859 in das Priesterseminar St. Sulpice ein und empfing in der Kirche St-Sulpice in Paris durch den Erzbischof von Bagdad, Marie-Laurent Trioche am 21. Mai 1864 die Diakonen- und am 10. Juni 1865 die Priesterweihe für das Bistum Coutances.
Kaum zum Priester geweiht, gab er seiner ausgeprägten Berufung zum Predigen nach und gründete er in Draguignan mit einigen Mitbrüdern von Saint-Sulpice eine Gruppe, die sich vorrangig dieser Aufgabe widmen sollte, und schloss sie dem italienischen Oratorium des heiligen Philipp Neri an. Der Ruf der Gruppe drang bald bis Nizza und Menton und über die Grenzen hinaus. Die Kanzeln der wichtigsten Kirchen Frankreichs verlangten nach ihm. Die Vertreibung der Ordensleute durch die Dritte Republik 1882 setzte dieser Tätigkeit ein Ende. 
Am 3. Oktober 1884 wurde Félix Jourdan de la Passardière zum Titularbischof von Rhosus ernannt. Die Bischofsweihe spendete ihm am 12. Oktober desselben Jahres im Mutterkloster des Kartäuserordens, der Grande Chartreuse bei Saint-Pierre-de-Chartreuse, der Bischof von Grenoble, Armand-Joseph Fava; Mitkonsekratoren waren der Bischof von Montpellier, François-Marie-Anatole de Rovérié de Cabrières, und der Bischof von Valence, Charles-Pierre-François Cotton.
In den darauffolgenden Jahren war Félix Jourdan de la Passardière Weihbischof in Lyon (1885–1887) Karthago (1887–1892) und Rouen (1892–1908). Er starb am 21. März 1841 in seiner Heimatstadt, wo er auch bestattet wurde.

## Werke
- L’Oratoire de Saint Philippe de Néri: ses origines, son esprit, sa mission, avec une étude sur les religieuses oratoriennes et leurs constitutions. Draguignan: C. et A. Latil, 1879